# Пугіо

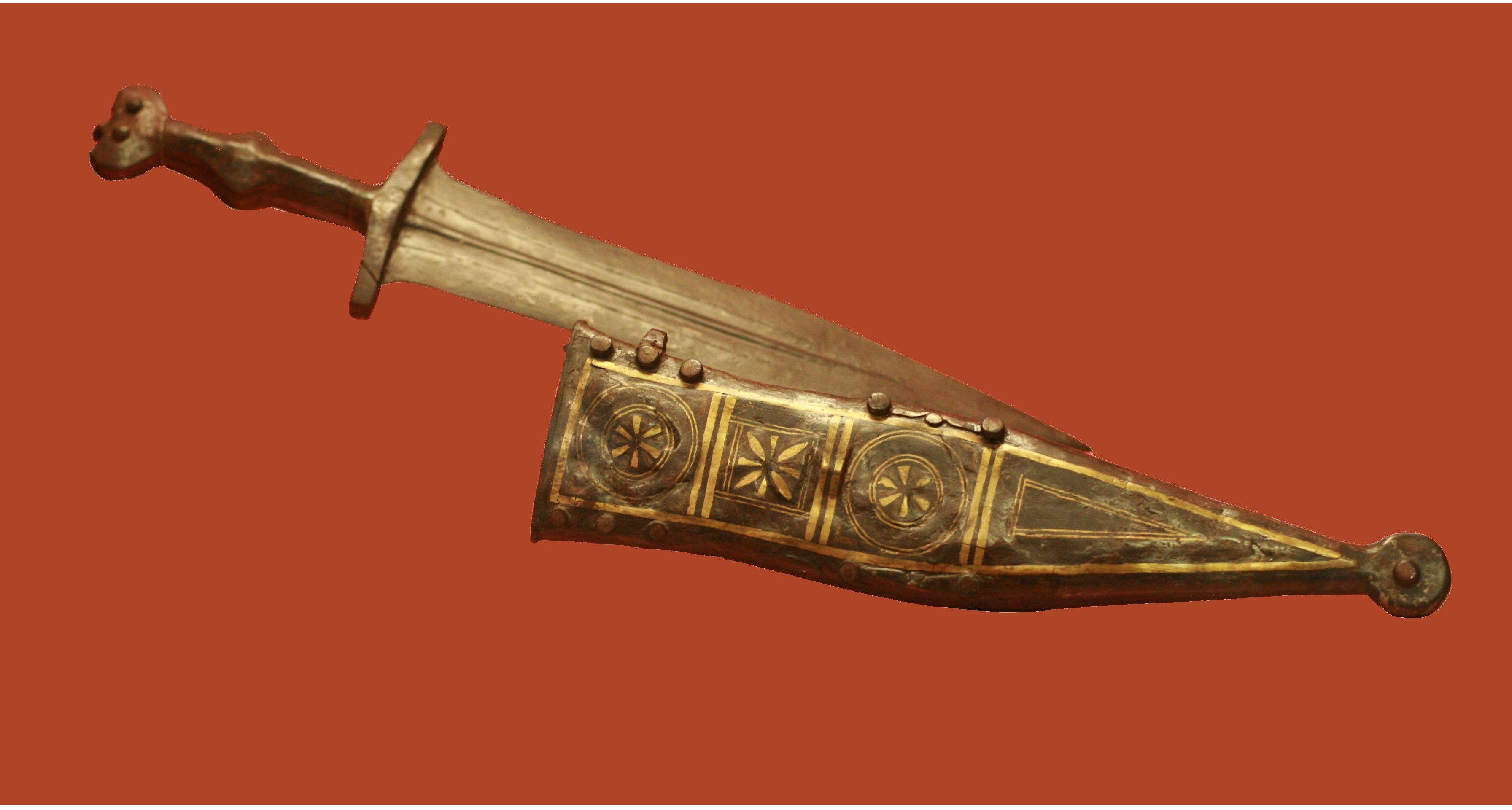
Пугіо ІІ ст. н. е. з піхвами. Музей Карнунта, Бад Дойч-Альтенбург (Австрія)

Пу́гіо, також пугіо́н (лат. pugio, множина — pugiones) — кинджал, який був допоміжною зброєю у давньоримській армії. Прийоми бою ним невідомі, тому деякі вважають, що його могли використовувати як звичайний кишеньковий або господарський ніж, проте, ця версія не підтверджується знайденими зразками давньоримських ножів. Найвищі посадовці носили багато озброєні кинджали, які слугували їхньою відзнакою.

## Етимологія

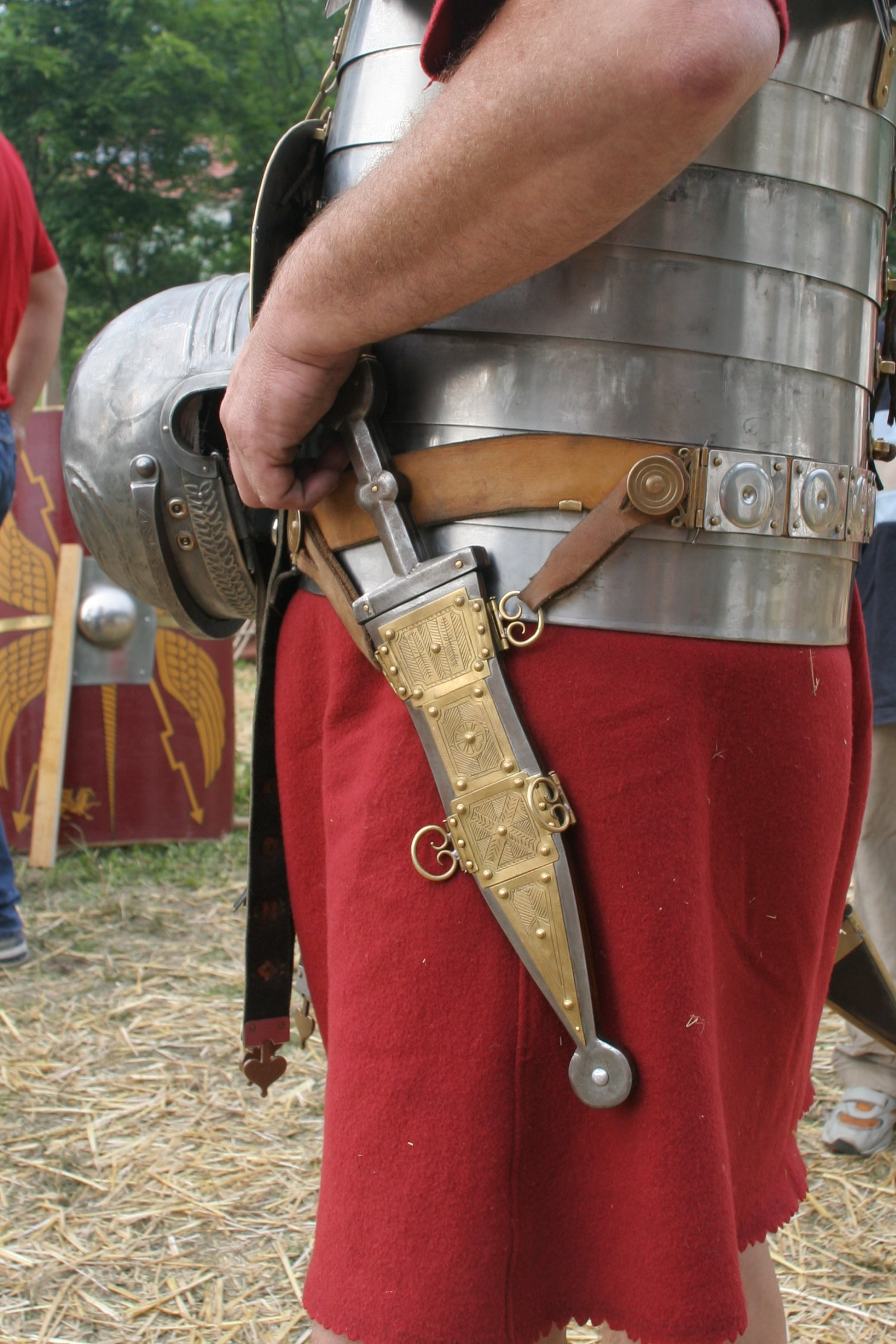
Пугіо на поясі легіонера. Сучасна реконструкція

Латинське pūgiō здогадно походить від праіндоєвропейського кореня *peuĝ- («колоти», «тикати»), з нього також походить лат. pugnus («кулак»). Можливе виведення слова безпосередньо від pugnus: чи «те, що тримають у кулаці» чи похідне від pugna («фехтування»), яке, у свою чергу, могло первісно значити «кулачний бій».

## Використовування
Пугіо був, подібно гладіусу, переважно колючою зброєю — уколи були улюбленим бойовим прийомом римлян. Римський письменник Флавій Вегецій Ренат пише, що «рублячий удар, навіть сильний, нечасто вбиває… Навпроти, укол, незважаючи, що він проникає на два пальці, дійсно згубний… Ним можна вразити противника, перш ніж він помітить меч…» (трактат «De Re Militari»).
Пугіо носили у шкіряних, дерев'яних або металевих піхвах на портупеї: прості легіонери ліворуч, центуріони — праворуч. Кинджали-пугіо також використовували як допоміжну зброю деякі типи гладіаторів — гопломахи, ретіарії, лаквеарії.

## Історія
Кинджали-пугіо з'явився у римлян приблизно у І ст. до н. е. Батьківщиною його вважають Іберію, він походить від кельтських кинджалів, вельми різноманітних за формою. Виділяють два типи пугіо: з листоподібним клинком («тип А») і з клинком у вигляді трикутника («тип В»). Їхні розміри дорівнювали: 18-28 см у довжину та понад 5 см у ширину. Лезо мало середнє ребро (переважно «тип А») або діл (переважно «тип В») з обох боків. Хвостовик широкий та плаский, руків'я прикріплене заклепками. Кінець руків'я має характерне навершя — кругле або цибулиноподібне. Піхви для пугіо теж можуть бути кількох типів: цільнометалеві, з дерев'яною підкладкою («тип А»), дерев'яні, обтягнуті шкірою, прикрашені бляхами («тип В»), у вигляді стрільчастої рамки з жолобчастого профілю, покритої деревом («рамковий тип»). Металеві піхви вбиралися накладними пластинками зі срібла, латуні, кольоровою емаллю. До піхов кріпилися кільця для носіння їх на поясі, схожі на римські армійські пряжки. Хоча на наведених фотографіях піхви кріпляться до портупеї ремінцями, нема ніяких свідчень, що римляни користувалися цим типом кріплення. На збережених давньоримських зображеннях піхви прикріплені безпосередньо на поясі: для цієї мети на ньому були спеціальні ґудзики для піхвових кілець.
У І ст. н. е. пугіо дещо змінюється: плаский хвостовик замінюється стрижневим, ширина леза трошки зменшується (4,5 см), ребра і діл майже не виражені («тип С»).

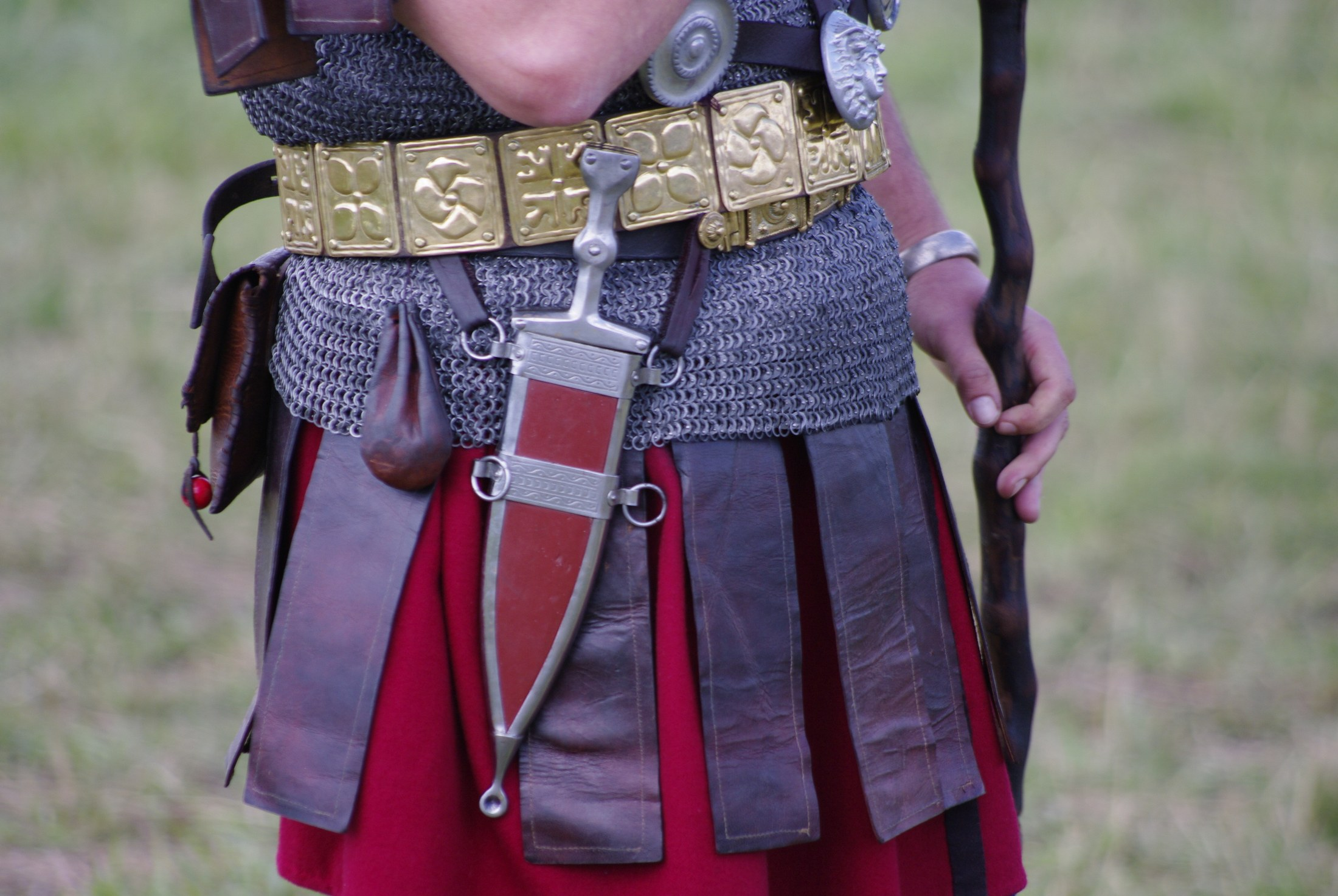
Пугіо на поясі центуріона

Протягом ІІ ст. пугіо виходять з ужитку у римській армії, вони залишаються лише зброєю мирних жителів, а також відзнакою можновладців. Імператори носили його як символ їхньої влади стратити і милувати.

## Інше
Згідно зі свідченням Марка Туллія Цицерона, змовники, які вбили Гая Юлія Цезаря, були озброєні кинджалами-пугіо.

## У культурі
В американському серіалі «Вічність» головний негативний персонаж Льюїс Фарбер («Адам») здогадно, 2 000 років тому був первісно вбитий кинджалом-пугіо.

## Галерея

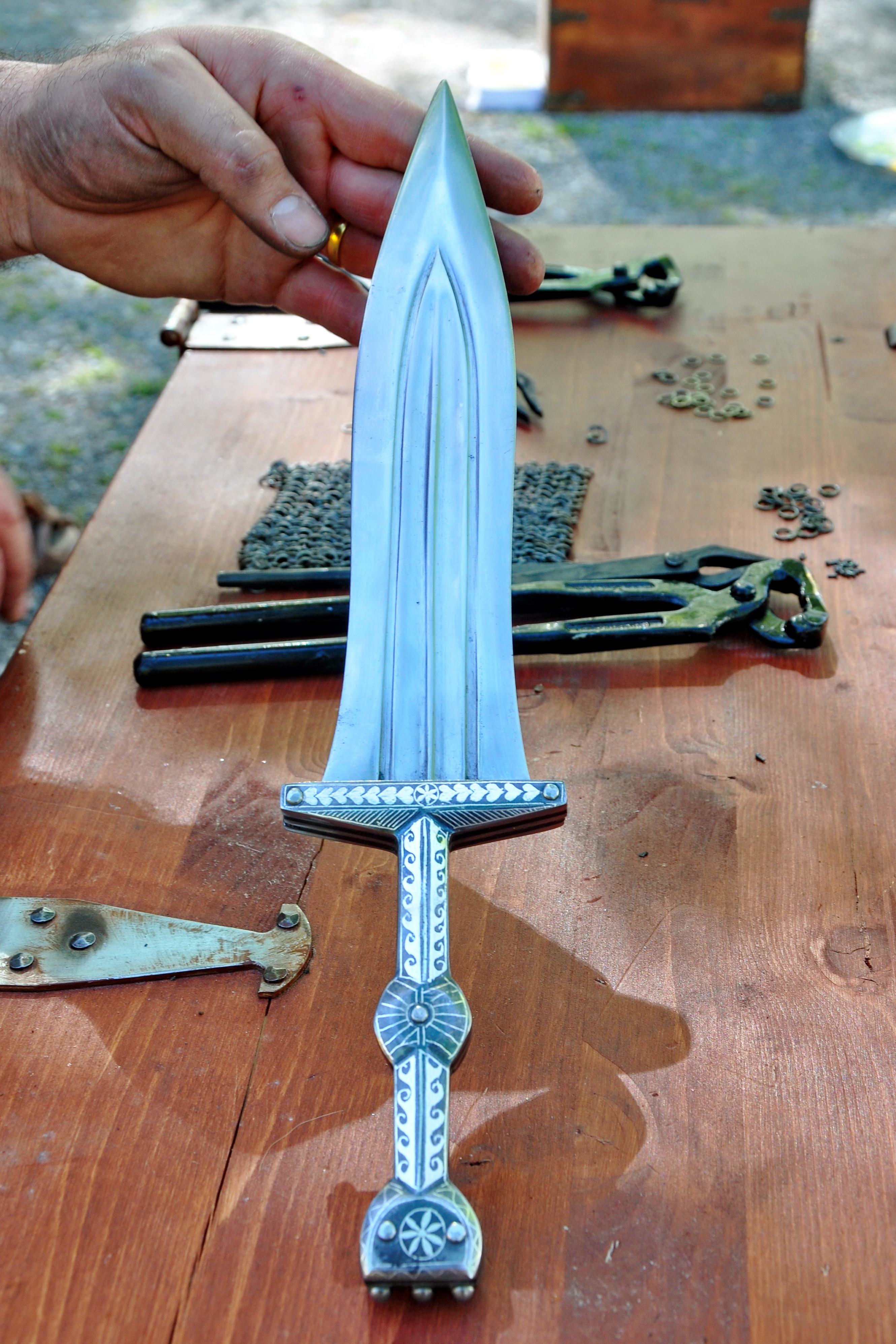
Реконструкція для фестивалю «Legio XXI Rapax» у Цюрисі
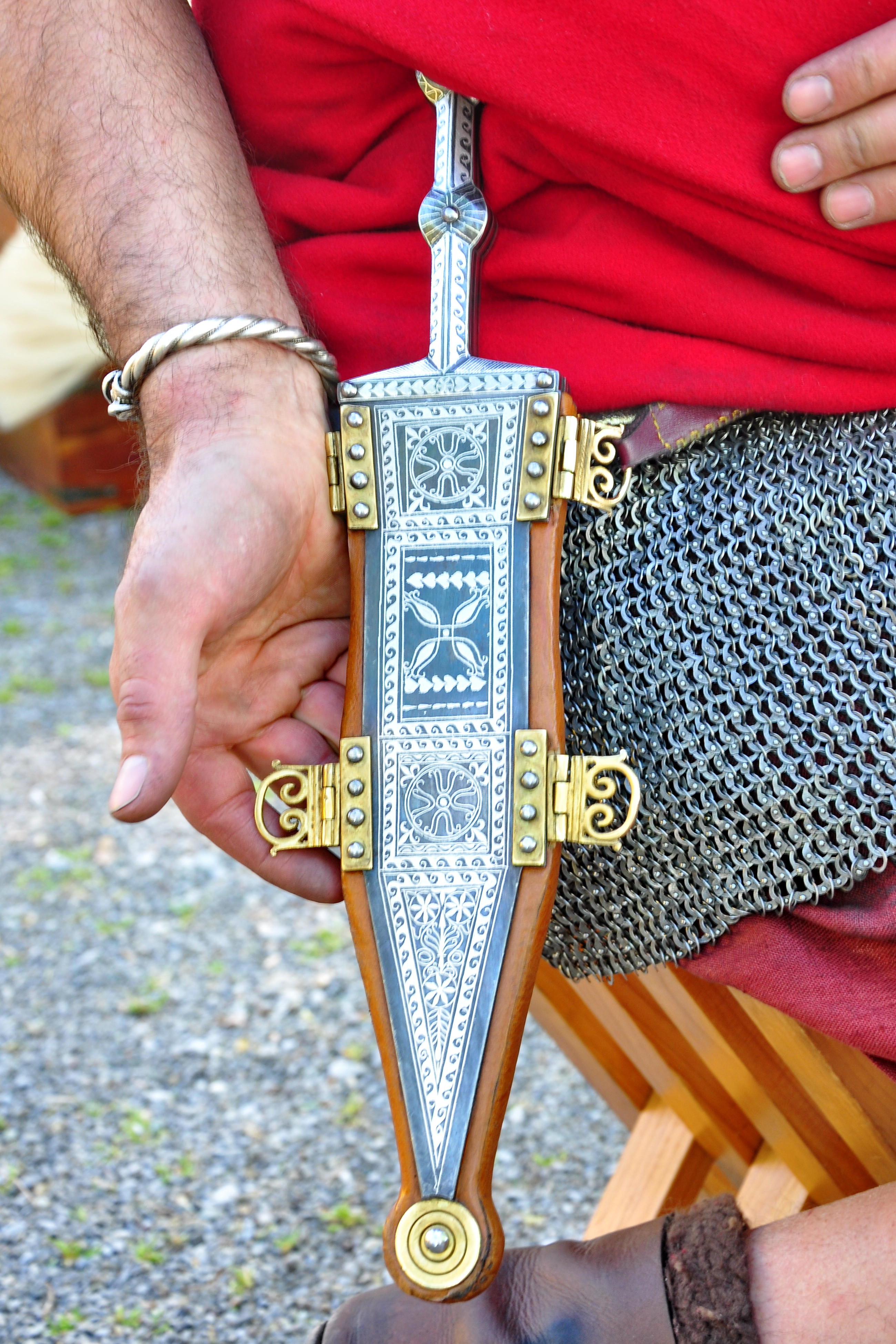
Пугіо у піхвах. Реконструкція для фестивалю «Legio XXI Rapax»
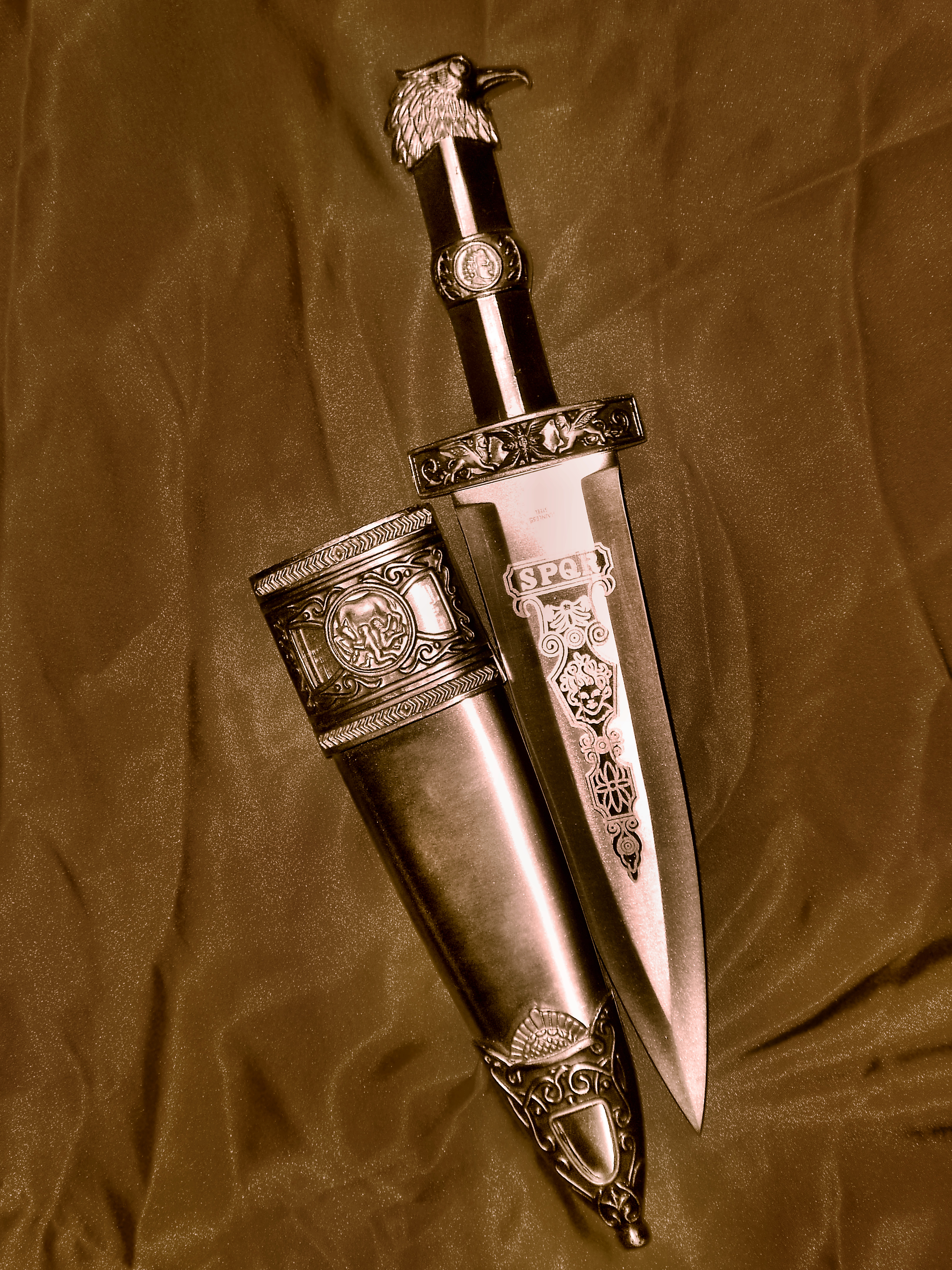
Сучасна реконструкція пугіо
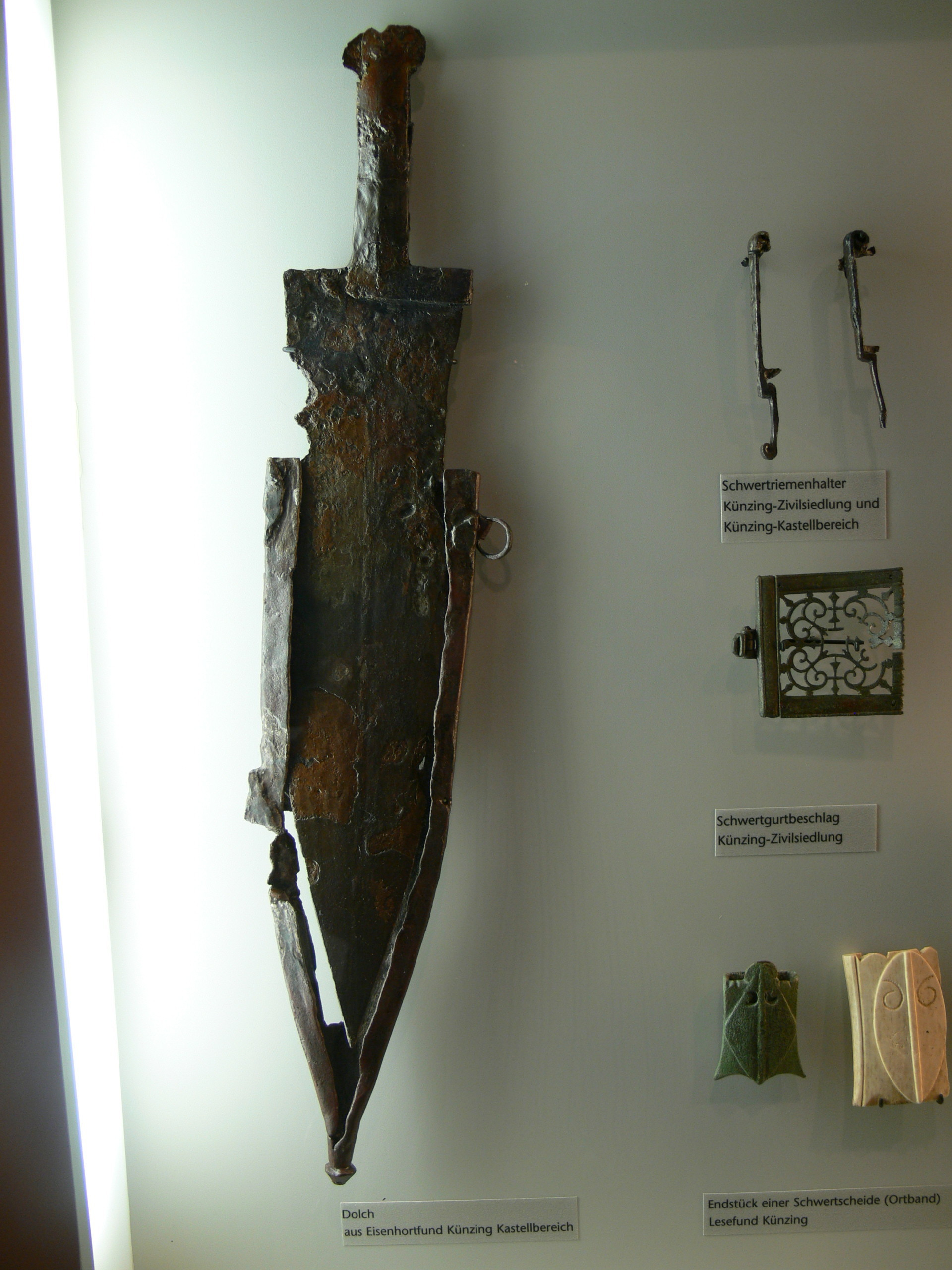
Артефакт у музеї Quintana (Німеччина)
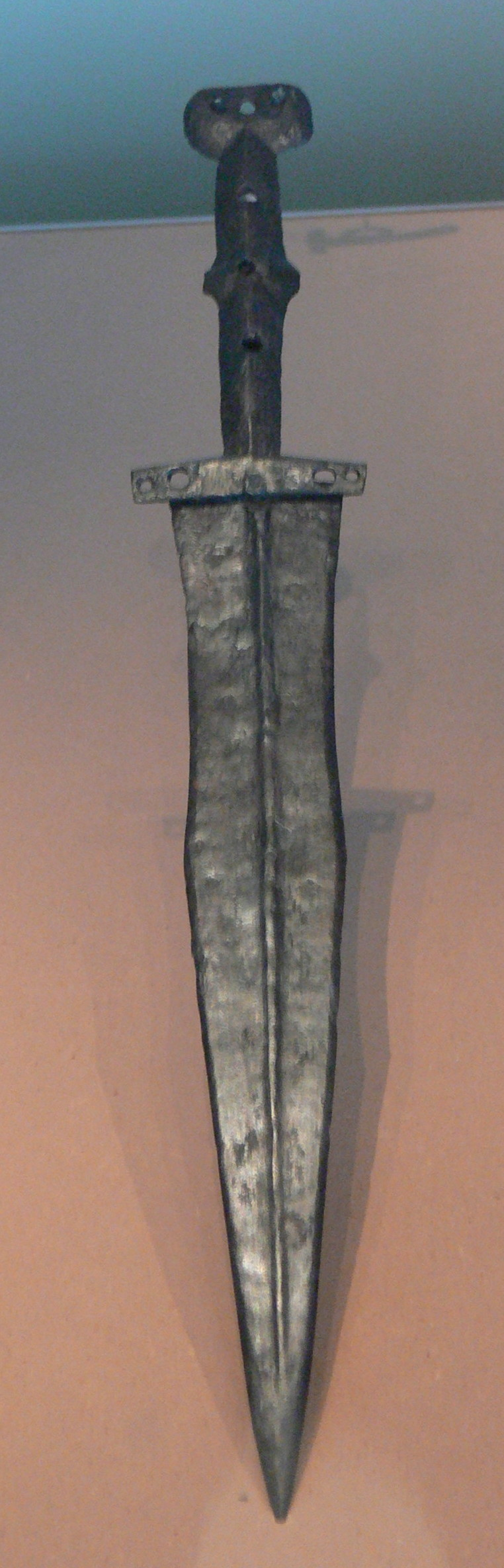
Пугіо (тип B), знайдений на місці римського табору у Баварії
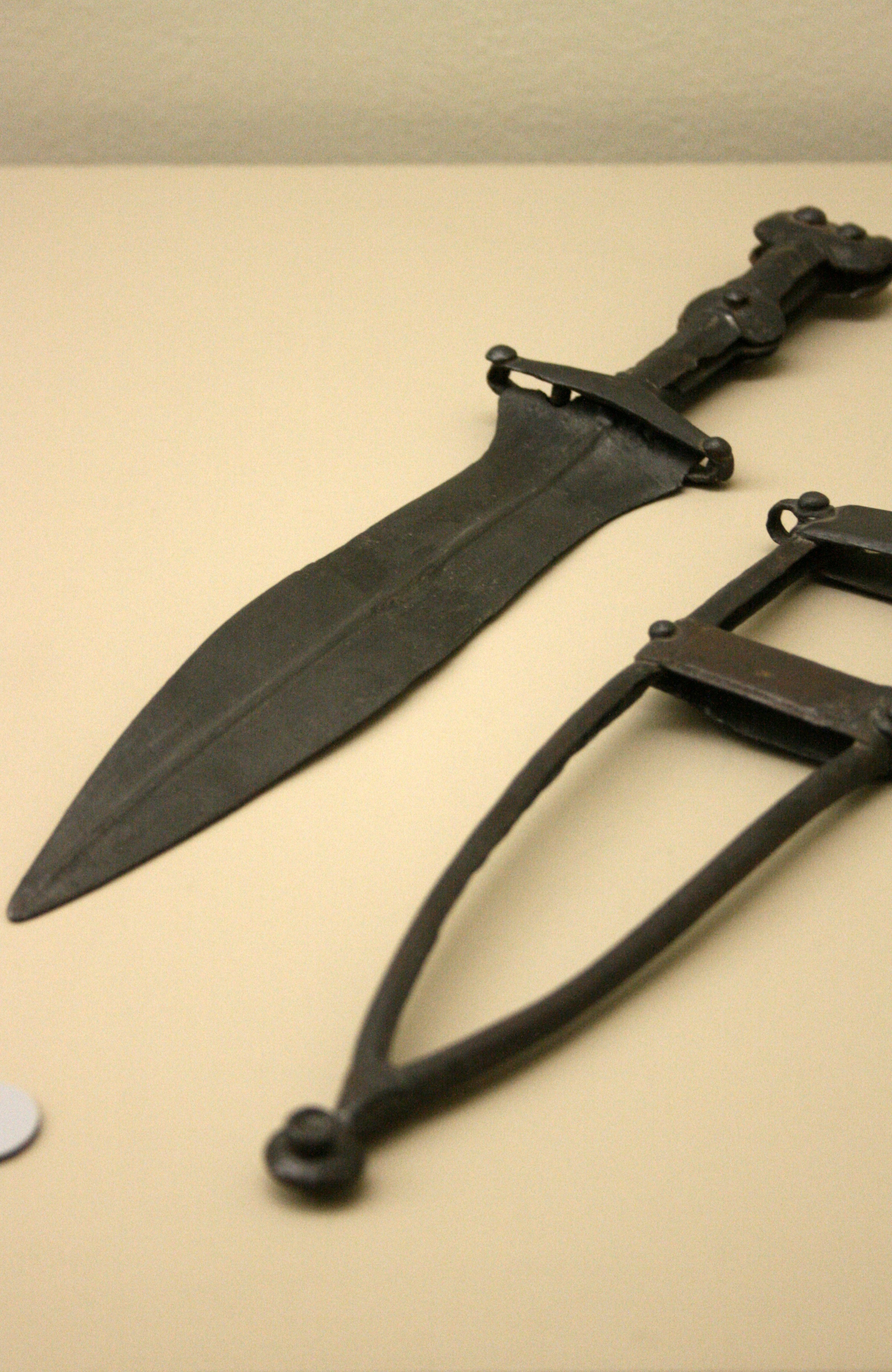
Пугіо (тип A) періоду імператора Августа. Музей Cinquantenaire (Бельгія)
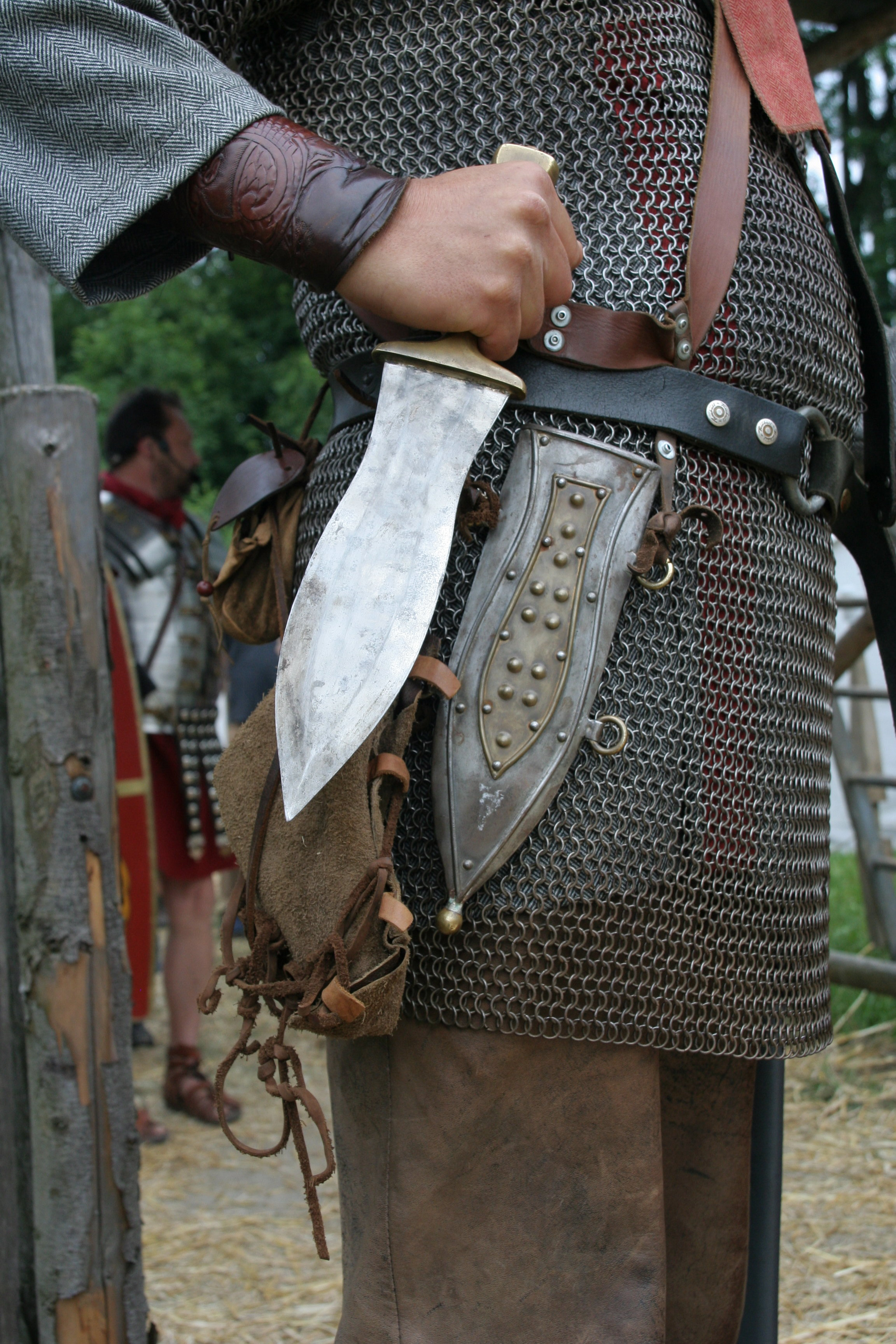
Пугіо (тип A) на поясі римського ауксиліарія. Сучасна реконструкція